# Franz Jochen Schoeller
Pour les articles homonymes, voir Schoeller.
Franz Jochen Schoeller est un diplomate allemand né le 24 juillet 1926 à Düsseldorf et mort le 13 mai 2019. Il a été ambassadeur d'Allemagne en France de 1983 à 1987.

## Biographie
Schoeller a étudié le droit et les sciences économiques aux universités de Cologne et de Paris. Après avoir passé ses examens, il a été engagé à partir de 1955 dans le service supérieur des affaires étrangères. C'est là que Schoeller a effectué ses premières missions à l'étranger, dans les ambassades de France, d'Italie, de Tanzanie, d'Espagne et enfin d'Iran, où il a exercé ses fonctions en tant que représentant permanent de l'ambassadeur allemand à Téhéran. À partir de 1973, il a été nommé à l'équipe du protocole du ministère des Affaires étrangères et, en 1975, il a été promu chef du protocole au ministère allemand des Affaires étrangères, où il s'est distingué par son sens de l'organisation, sa discipline protocolaire et son énorme résistance nerveuse.
Il a ensuite été nommé ambassadeur de la République fédérale d'Allemagne dans les ambassades allemandes de Brasília, Paris et Varsovie. En tant qu'ambassadeur à Varsovie, Schoeller a accordé l'asile dans l'enceinte de l'ambassade à des citoyens de la RDA souhaitant quitter le pays au cours du second semestre 1989. Quelques mois plus tard, en novembre 1989, Schoeller a été officiellement mis à la retraite pour raisons de santé, anticipant ainsi un licenciement immédiat pour soupçon d'implication dans des affaires d'armement douteuses.
Franz Jochen Schoeller a également été président d'honneur du conseil d'administration d'EuroDefense, une organisation qui, avec ses associations partenaires, s'efforce notamment de mettre en place une politique européenne commune en matière de sécurité et de défense. Il était également membre de la Société allemande des membres de la Légion d'honneur française et de l'Ordre national du mérite français.

## Distinctions
- Croix de commandeur de l'ordre du Mérite